# Одольон
Одольон (пол. Odolion, нім. Odlau) — село в Польщі, у гміні Александрув-Куявський Александровського повіту Куявсько-Поморського воєводства.
Населення — 828 осіб (2011).
У 1975-1998 роках село належало до Влоцлавського воєводства.

## Демографія
Демографічна структура станом на 31 березня 2011 року:
|          | Загалом | Допрацездатний вік | Працездатний вік | Постпрацездатний вік |
| -------- | ------- | ------------------ | ---------------- | -------------------- |
| Чоловіки | 413     | 106                | 280              | 27                   |
| Жінки    | 415     | 92                 | 261              | 62                   |
| Разом    | 828     | 198                | 541              | 89                   |